# Lenka Kysučanová
Lenka Kysučanová, née le 27 novembre 1983, est une ancienne handballeuse tchèque.

## Carrière
En 2010, après 4 années et 8 titres remportés avec Metz, elle quitte le club, à la suite du recrutement de Claudine Mendy et Kristina Franic, pour rejoindre le HBC Nîmes. Fin 2011, elle quitte Nîmes pour raisons personnelles. Après un an d'inactivité et la naissance de sa fille en mai 2012, elle reprend l'entraînement à l'automne 2012 avec le club de Metz dans l'espoir de retrouver un club. Au début 2013, Metz envisage un temps de lui proposer un contrat avant de recruter finalement l'ukrainienne Anastasiya Pidpalova,,. Elle finit par la suite la saison 2012-2013 avec le club luxembourgeois de Roude Leiw Bascharage qui évolue en 3e division allemande et qu'elle aide à se maintenir.
Fin 2013, elle s'engage avec Yutz, alors en 2e division jusqu'à la fin de saison.

## Palmarès

### Clubs
compétitions nationales
- championne de France (3) en 2007, 2008 et 2009 (avec Metz Handball)
- vainqueur de la coupe de France en 2010 (avec Metz Handball)
- vainqueur de la coupe de la Ligue (4) en 2007, 2008, 2009 et 2010 (avec Metz Handball)

### Récompenses individuelles
- élue meilleurs handballeuse tchèque de l'année en 2007, 2008 et 2009
- élue meilleure arrière gauche du championnat de France 2008-2009 lors de la Nuit du handball[8]
- meilleure marqueuse du championnat de France en 2011 (153 buts) [9]